# 富樫練三
富樫 練三（とがし れんぞう、1943年1月15日 - ）は、日本の政治家。元浦和市議会議員、元参議院議員。

## 経歴
秋田県出身。
日本社会事業大学社会福祉学部を卒業後、旧浦和市職組役員となる。
1971年（昭和46年）、浦和市議会議員選挙に日本共産党から立候補し初当選。6期務めた。
1995年（平成7年）、浦和市長選挙に日本共産党から立候補したが落選。
1996年（平成8年）、衆議院議員総選挙に埼玉県第1区から共産党公認で立候補するが落選。
1998年（平成10年）、参議院議員選挙（埼玉県選挙区）に日本共産党から立候補し初当選。1期務めた。
狭心症のため、2004年（平成16年）に引退。
議員在職中は、BSE対策の国産牛肉買い上げ事業に関して、ハンナングループに対する不透明な助成金の流れを国会で質したことから、同グループによる牛肉偽装事件解明の端緒を開く。
党参議院国会対策委員長も務めた。